# Priziac

Priziac este o comună în departamentul Morbihan, Franța. În 1 ianuarie 2022 avea o populație de 1.024 de locuitori.